# Leffincourt
Leffincourt è un comune francese di 175 abitanti situato nel dipartimento delle Ardenne nella regione del Grand Est.

## Società

### Evoluzione demografica
Abitanti censiti